# Philobota pilipes
Philobota pilipes là một loài bướm đêm thuộc họ Oecophoridae. Loài này có ở Lãnh thổ Thủ đô Úc, New South Wales, Queensland, Nam Úc và Victoria.
Ấu trùng ăn các loài Poaceae. Chúng sống trong một tổ kén nằm dọc trong đất.

## Hình ảnh

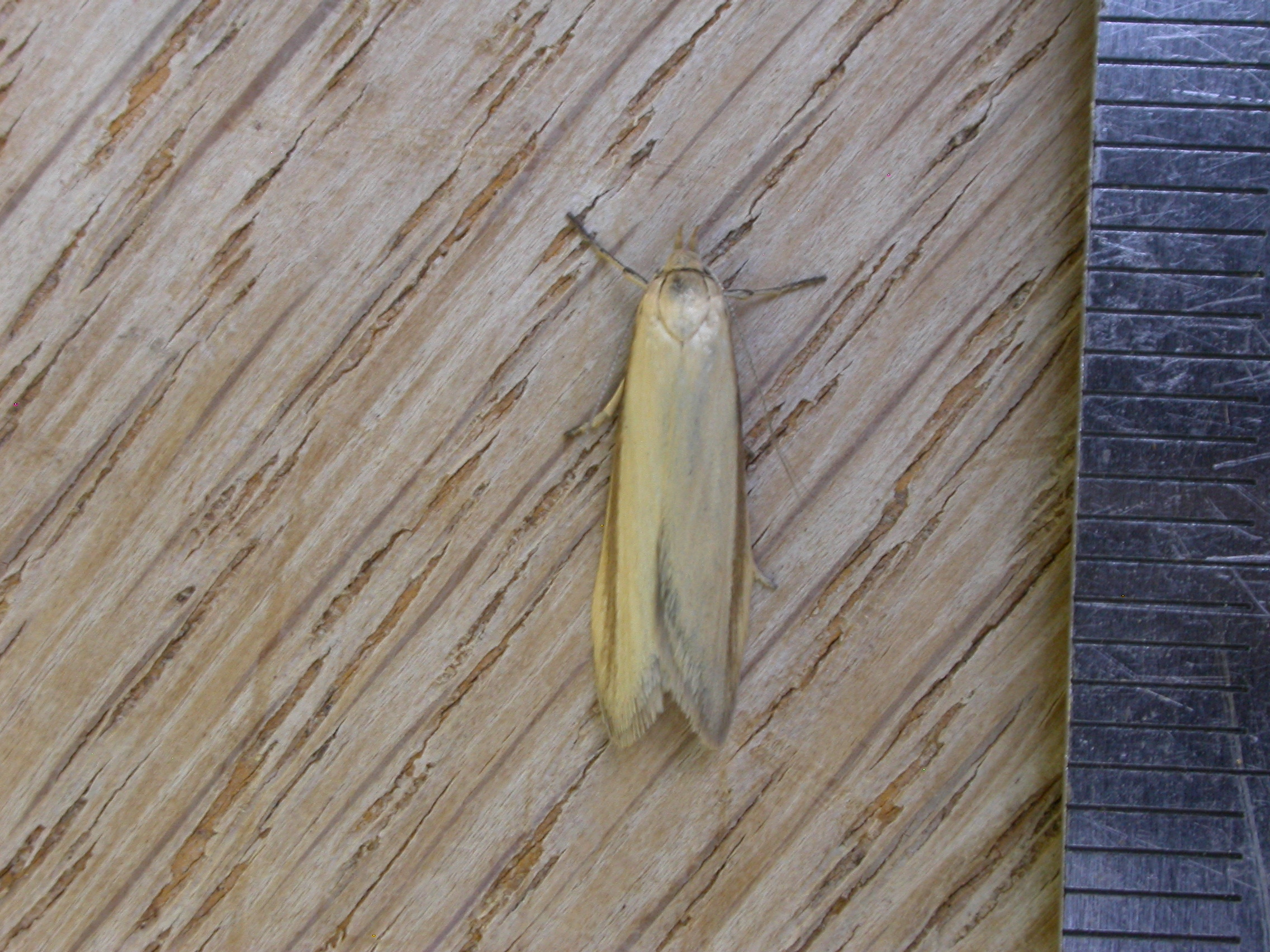
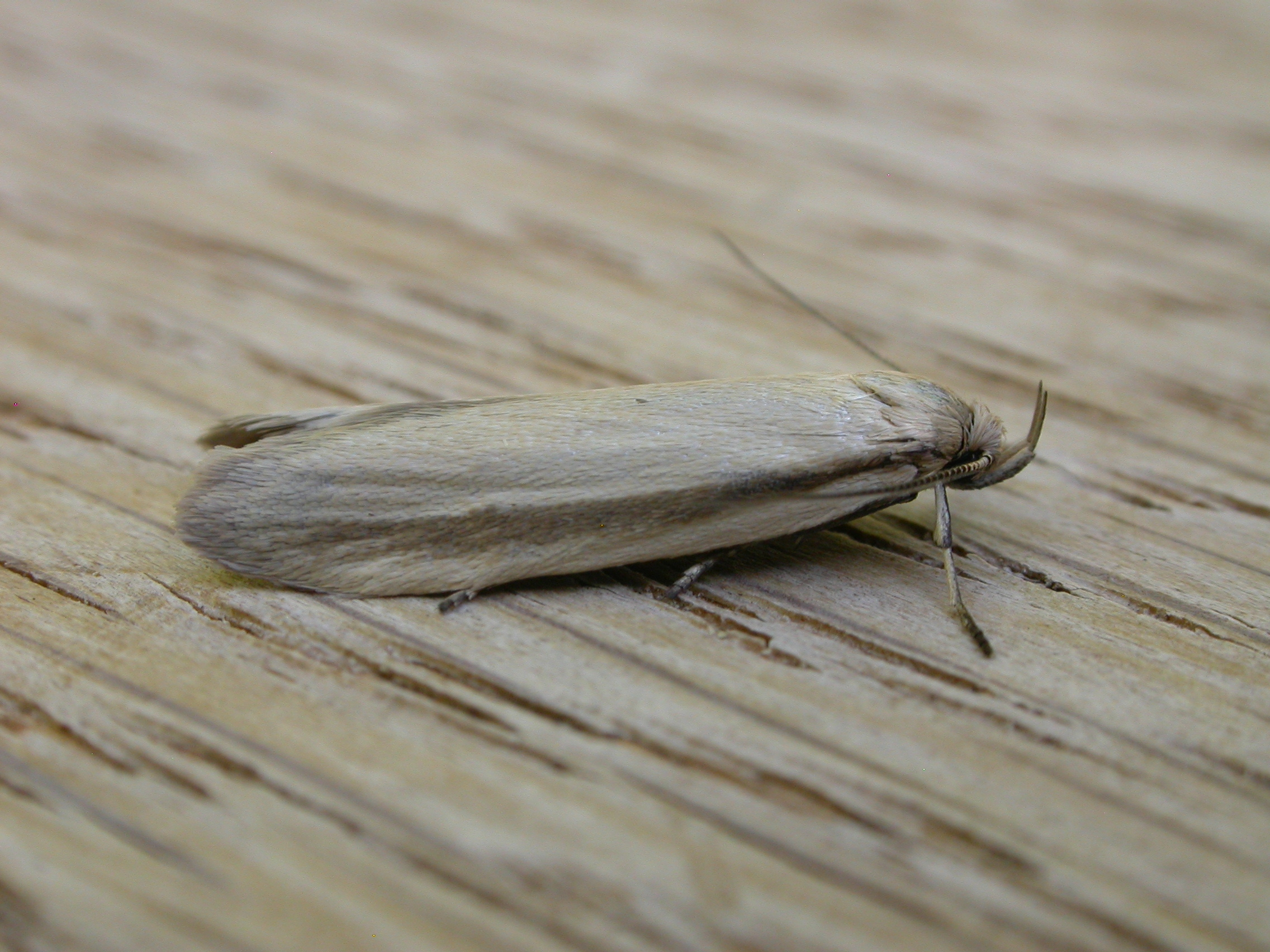